# 森原康仁
森原 康仁（もりはら やすひと、1979年（昭和54年） - ）は、日本の経済学者。専修大学経済学部准教授。専門は国際経済論、アメリカ経済論、産業論。
最終学歴は京都大学大学院経済学研究科博士後期課程修了。学位は京都大学博士（経済学）。
三重大学人文学部法律経済学科准教授、立命館大学国際地域研究所客員研究員、三重県史執筆員などを経て2019年度に専修大学へ着任。
『アメリカIT産業のサービス化』（日本経済評論社、2017年）で、日本比較経営学会第5回学会賞（2019年5月）の学術賞を受賞。

## 著作

### 単著
- 『アメリカIT産業のサービス化―ーウィンテル支配とIBMの事業変革』日本経済評論社、2017年6月

### 編著
- 『図説　経済の論点』旬報社、2015年1月（柴田努・新井大輔との共編著）

### 共著
- 岡田知弘・岩佐和幸編『入門　現代日本の経済政策』法律文化社、2016年8月（共著、「Chap.12 科学技術政策を考える――産学連携・イノベーションと市民社会」197-212ページ、を担当）。
- 梶原渉・城秀孝・布施祐仁・真嶋麻子『18歳からわかる平和と安全保障のえらび方』大月書店、2016年1月（共著、「多国籍企業の展開と影響力」136-140ページ、を担当）。
- 豊福裕二編『資本主義の現在――資本蓄積の変容とその社会的影響』文理閣、2015年4月（共著、「第3章　なぜ製造業企業はサービス活動に注力するのか」65-81ページ、を担当）
- 関下稔・中川涼司編『知識資本の国際政治経済学――知財・情報・ビジネスモデルのグローバルダイナミズム』同友館、2010年6月（共著、「第8章　オープンソースソフトウェアの普及とIT産業のサービス化――IBM社のLinux戦略との関係で」215–242ページ、を担当）

### 訳書
- D・エジャトン『戦争国家イギリス――反衰退・非福祉の現代史』名古屋大学出版会、2017年5月（坂出健・松浦俊輔・佐藤秀昭・高田馨里・新井田智幸との共訳）